# Lovestorm
Betegnelsen 'lovestorm' er modsætningen til shitstorm, hvor en virksomhed eller en person får massiv støtte og opbakning på de sociale medier.  Om fænomenet bruges også betegnelsen 'candystorm'.
Ordet blev særlig udbredt med oprettelsen af Facebookgruppen Lolland-Falster Lovestorm i april 2015.